# Ferrovia Polonesa E-30
A Ferrovia E-30 é uma ferrovia polonesa mantida pela PKP Polskie Koleje Państwowe (Polonês Ferrovias Estatais) onde várias operadoras de passageiros e cargas operam. Ela atravessa todo o sul da Polônia conectando a Alemanha com a Ucrânia.

## Serviços de Passageiros
Diversos serviços de passageiros de diversas empresas operam na ferrovia.

### DB
A DB (Deutsche Bahn) opera os seguintes serviços na E-30:
- Trem regional RE 17040 entre Wrocław e Dresden